# Kanton Saint-Symphorien-sur-Coise
Saint-Symphorien-sur-Coise is een voormalig kanton van het Franse departement Rhône. Het kanton maakte deel uit van het arrondissement Lyon.
In maart 2015 werd het kanton opgeheven en de gemeenten werden opgenomen in het aangrenzende kanton Vaugneray.

## Gemeenten
Het kanton Saint-Symphorien-sur-Coise omvatte de volgende gemeenten:
- Aveize
- La Chapelle-sur-Coise
- Coise
- Duerne
- Grézieu-le-Marché
- Larajasse
- Meys
- Pomeys
- Saint-Martin-en-Haut
- Saint-Symphorien-sur-Coise (hoofdplaats)